# Лесничество (Оренбургская область)
Лесни́чество — посёлок в Оренбургском районе Оренбургской области. Входит в состав Пригородного сельсовета.

## География
Посёлок находится в лесной местности, в долине реки Урал, на расстоянии 5 км к востоку от города Оренбург, административного центра района и области.

### Часовой пояс
Посёлок Лесничество, как и вся Оренбургская область, находится в часовой зоне МСК+2. Смещение применяемого времени относительно UTC составляет +5:00.

## Население
| 2010 |
| ---- |
| 142  |

## Улицы
В посёлке имеется одна улица — Лесхозовская.

## Транспорт
Остановка общественного транспорта «Шоссейная улица».